# Xamoterolo
Lo xamoterolo (in fase sperimentale identificato anche con la sigla ICI 118,587) è un agonista parziale del recettore adrenergico β1. Il farmaco non esercita attività agonista a livello del recettore β2. Il farmaco esercita la sua azione occupando lo stesso recettore della isoprenalina, ma evoca una risposta di entità inferiore. L'effetto del farmaco è duplice: xamoterolo esercita attività agonista in condizioni di riposo (o di minima attivazione simpatica), mentre esercita invece attività antagonista in situazioni di sforzo, e comunque in tutte le condizioni in cui è elevato il tono simpatico, come ad esempio in caso di scompenso cardiaco grave.

In corso di trattamento a lungo termine con xamoterolo non esiste evidenza di comparsa del fenomeno di down-regulation dei recettori. Utilizzato in passato il valore terapeutico di questo farmaco al giorno d'oggi è diminuito in considerazione della presenza di farmaci decisamente più sicuri e maneggevoli, quali ad esempio gli ACE-inibitori.

## Farmacocinetica
Il farmaco è estremamente idrofilo. Per tale motivo nell'uomo solo il 9% circa di una dose somministrata per os viene assorbito dal tratto gastrointestinale. La biodisponibilità orale è quindi piuttosto bassa, aggirandosi intorno al 5%. Verosimilmente per il farmaco si verifica un elevato metabolismo presistemico, probabilmente a livello intestinale.

Lo xamoterolo viene metabolizzato, prevalentemente a livello intestinale ed anche nel fegato, attraverso una coniugazione con solfati sull'idrossile in posizione 4. La presenza di epatopatia non altera in modo significativo la disponibilità del farmaco. I prodotti della coniugazione risultano farmacologicamente inattivi.
Le concentrazioni plasmatiche massime vengono raggiunte nei soggetti giovani entro 1 ora circa e nei soggetti più anziani dopo circa 2 ore. L'emivita plasmatica nel volontario sano è di circa 16 ore.

Dopo l'assorbimento lo xamoterolo si distribuisce con facilità in tutti i tessuti dell'organismo con un volume di distribuzione allo steady state di 48-60 l (circa 0,64 l/kg), sia nel volontario sano che nel paziente. Il legame con le proteine plasmatiche è molto piccolo, circa il 3%. Poiché il farmaco è fortemente idrofilo, non è in grado di oltrepassare la barriera ematoencefalica. Lo xamoterolo viene invece escreto nel latte materno. La maggior parte del farmaco assorbito viene eliminato in 5 giorni per via urinaria, circa il 94% della dose dopo somministrazione endovenosa e l'8,3% dopo somministrazione orale, in parte grazie ad una secrezione tubulare attiva. Il 4,7% di una dose orale si ritrova nelle urine in forma di estere solfato e il restante 3,6% in forma immodificata.

## Usi clinici
Il farmaco è indicato nel trattamento della insufficienza cardiaca cronica lieve.

Prima di intraprendere la terapia con xamoterolo è necessario stabilire accuratamente la gravità della insufficienza cardiaca.

I pazienti adatti alla terapia devono rispondere ai seguenti requisiti: devono essere sintomatici, ad esempio accusare dispnea e/o fatica) nel corso delle normali attività quotidiane, ma non sintomatici a riposo. Non devono manifestare segni di congestione di origine cardiaca (es. edema polmonare, edema periferico, aumento della pressione venosa giugulare, ecc.) e non devono essere in terapia con diuretici se non a basse dosi.

In passato il farmaco venne anche utilizzato nel trattamento della ipotensione ortostatica.

## Dosi terapeutiche
Il farmaco viene usato come sale fumarato, ma le dosi sono espresse in termini di base.

La dose consigliata nell'adulto è di 200 mg al giorno per via orale. Tale dosaggio deve essere mantenuto per la prima settimana e successivamente può essere incrementato a 200 mg due volte al giorno. Nei pazienti affetti da insufficienza renale una dose pari a 200 mg al giorno è in genere sufficiente.

## Effetti collaterali ed indesiderati
Il farmaco è generalmente ben tollerato se i pazienti sono attentamente selezionati, come precedentemente indicato, prima dell'inizio della terapia. In alcuni soggetti tuttavia l'impiego di xamoterolo è stato associato alla comparsa di disturbi gastrointestinali, nausea, vomito, cefalea e vertigini. Rash cutanei, palpitazioni e crampi muscolari sono eventi del tutto occasionali. In una minoranza di soggetti si può verificare broncospasmo, evidentemente da ascriversi all'attività b-antagonista.

## Controindicazioni
L'uso di xamoterolo è controindicato nei soggetti affetti da insufficienza cardiaca moderata o grave. Anche i soggetti dispnoici a riposo, con edema polmonare o periferico, tachicardia o ipotensione a riposo, ipertrofia miocardica, elevata pressione giugulare, epatomegalia da stasi presentano una controindicazione assoluta al trattamento. Il farmaco è inoltre controindicato in coloro che assumono alte dosi di un diuretico dell'ansa o che richiedono una terapia combinata a base di diuretico dell'ansa e ACE-inibitore per controllare la sintomatologia.

## Avvertenze e precauzioni d'uso
La somministrazione del farmaco deve essere immediatamente interrotta se lo stato del paziente peggiora: ad esempio se il paziente sviluppa dispnea e fatica. In soggetti con malattie ostruttive delle vie aeree, ad esempio asmatici o bronchitici cronici, il farmaco deve essere usato con estrema cautela, poiché, anche se in misura occasionale, è possibile che si verifichi un aumento della resistenza delle vie aeree.